# Kraljevi botanični vrt Peradeniya
Kraljevi botanični vrt Peradeniya je približno 5,5 km zahodno od mesta Kandi v Osrednji pokrajini Šrilanke. Letno pritegne 2 milijona obiskovalcev.  Je na okljuku reke Mahaweli (najdaljše na Šrilanki)  na mestu, ki so ga kandijski kralji uporabljali kot vrt užitkov. Znan je po zbirki orhidej. V vrtu je več kot 4000 vrst rastlin, vključno z orhidejami, začimbami, zdravilnimi rastlinami in palmami. Sestavni del je Narodni herbarij Šrilanke, ki ga je leta 1821 ustanovil Alexander Moon. Skupna površina botaničnega vrta je 147 ha, na 460 metrih nadmorske višine in 200-dnevi padavin. Upravlja ga Oddelek nacionalnih botaničnih vrtov Ministrstva za kmetijstvo.

## Zgodovina
Izvor botaničnega vrta datira v leto 1371, ko se je kralj Wickramabahu III. povzpel na prestol in obdržal dvor v Peradeniyi ob reki Mahaveli. Sledila sta kralja Kirti Sri in Rajadhi Rajasinghe. Na tem mestu je kralj Wimala Dharma zgradil tempelj, vendar so ga Britanci uničili, ko so zasedli Kandijsko kraljestvo.
Nato je leta 1821 Alexandar Moon ustanovil podlago za botanični vrt. Uporabil je vrt kavovca in cimeta . Botanični vrt v Peradeniyi je bil formalno ustanovljen leta 1843 z rastlinami, prinesenimi iz Kew Garden, Slave Island, Kolombo in Kalutara Garden v Kalutari. Kraljevi botanični vrt v Peradeniyi je postal bolj neodvisen in se razširil pod Georgeom Gardnerjem, superintendent leta 1844. Po Gardnerjevi smrti leta 1849 je postal vodja George Henry Kendrick Thwaites. On ga je vodil, dokler ni odstopil leta 1879, ko ga je nasledil Henry Trimen, ki je deloval do leta 1895.
Vrt je prešel pod nadzor Ministrstva za kmetijstvo, ko je bil ustanovljen leta 1912.
V vrtu obstajajo poti poimenovane Cookova avenija pinij, Avenija Palmirske palme, Avenija dvojnega kokosa, Zeljna avenija in Avenija kraljeve palme. V tem vrtu je tudi klasična Avenija palm. Predmet velike zgodovinske vrednosti je Cannonball Tree, ki sta ga leta 1901 iz Združenega kraljestva prinesla kralj Jurij V. in kraljica Mary. Pogosto je obremenjen s sadjem, za katerega pravijo, da je podoben topovskim kroglam.
Med drugo svetovno vojno je botanični vrt uporabljal lord Louis Mountbatten (1900-1979), vrhovni poveljnik zavezniških sil v Južni Aziji, kot svoj sedež.
V botaničnem vrtu je spominski park, kjer so drevesa zasadili pomembni državniki, tudi Josip Broz Tito.
Sredi parka raste drobnolistni smokvovec (Ficus Benjamina), ki s svojimi vejami in zračnimi koreninami prekriva 1600 m² površine, in je največje tovrstno drevo na svetu.

## Drugi botanični vrtovi na Šrilanki
- Hakgala Botanical Garden 6°33′00″N 80°28′08″E / 6.5500°N 80.46900°E je v naravnem rezervatu Hakgala, ob glavni cesti Nuwara Eliya-Badulla, 16 km od Nuwara Eliya. Vrt je bil ustanovljen leta 1861 pod Georgeom Henryjem Kendrickom Thwaitesom kot eksperimentalen vrt za gojenje kininovca (cinchona), komercialnega pridelka, ki je v tistem času uspeval. Ko je čaj nadomestil kininovec, se je spremenil v poskusno pridelavo čajevca. Leta 1884 se je spremenil v botanični vrt. Od takrat so v vrtovih posadili številne subtropske in nekatere rastline zmernega območja. Tukaj je posajenih več kot 10.000 vrst rastlin Število letnih obiskovalcev je okoli 500.000. [5] Vrt je znan po številnih vrstah orhidej in vrtnic.
- Botanični vrt Henarathgoda[6]7°06′00″N 79°59′10″E / 7.0999345°N 79.9860853°E je ob glavni cesti Gampaha-Minuwangoda, približno 450 m od železniške postaje v Gampahi. To je približno 29 km od gospodarske prestolnice Šrilanke mesta Kolombo. Je na nadmorski višini približno 33 metrov in ima tropsko podnebje. Skupna površina botaničnega vrta je približno 36 hektarjev. Ustanovljen je bil leta 1876, ko so v vrt prinesli sadike kavčukovca (Hevea brasiliensis), nabrane v Amazonskem gozdu. Te rastline so prvič cvetele leta 1881 in semena, pridobljena iz nje, so izvozili v Južno Indijo, Malezijo in Mjanmar. Prvi kavčukovec je propadel zaradi deževja leta 1988 in ostanki so zdaj ohranjeni kot nacionalni spomenik. [7]
- Botanični vrt Mirijjawila je ob glavni cesti Lolombo-Kataragama. Na levi strani ima mednarodno letališče Mattala in na desni pristanišče v Hamburanu. Ustanovljen je bil leta 2006. Skupna površina botaničnega vrta je približno 300 hektarjev, v njem so za potrebe namakanja trije zbiralniki za vodo. V vrtu želijo ohraniti rastline suhe in sušne krajine.
- Botanični vrt Seetawaka, Avissawella 6°57′11″N 80°13′06″E / 6.9531°N 80.2183°E služi kot raziskovalno in ohranitveno območje za ogrožene in ranljive endemične rastlinske vrste v regiji deževnega gozda Sinharaja. Na tem vrtu se promovira tudi izvoz cvetja, ohranjanje mokrih nižinskih rastlin, ex-situ rastlin in gojenje bambusa. [8] Vrt je bil odprt za javnost konec oktobra 2014 in je zadnji botanični vrt na Šrilanki. [9] Skupna površina je 32 ha. Skozi vrt teče potok, ki ohranja obstoj različnih rastlin mokre cone. Drevesni pokrov sestavljajo velika drevesa Terminalia arjuna, pomembna v ajurvedski tradiciji.
- Vrt zdravilnih rastlin, Ganewatta [10][11] near 7°39′25″N 80°22′09″E / 7.6568084°N 80.3692818°E